# Gregor Kobel
Gregor Kobel (født 6. december 1997) er en schweizisk professionel fodboldspiller, som spiller for Bundesliga-klubben Borussia Dortmund og Schweiz' landshold.

## Klubkarriere

### 1899 Hoffenheim
Efter at have spillet for FC Zürich og Grasshoppers på ungdomsniveau, skiftede Kobel i 2014 til 1899 Hoffenheim. Han debuterede for førsteholdet i august 2018.
Han blev i januar 2019 udlejet til FC Augsburg.

### VfB Stuttgart
Kobel skiftede i juli 2019 til 2. Bundesliga-klubben VfB Stuttgart på en lejeaftale. Kobel imponerede i 2019-20 sæsonen, da han var en central del af, at holdet sikrede sig oprykning til Bundesligaen, og i juli 2020 blev skiftet gjort permanent.

### Borussia Dortmund
Kobel skiftede i maj 2021 til Borussia Dortmund på en fast aftale.

## Landsholdskarriere

### Ungdomslandshold
Kobel har repræsenteret Schweiz på flere ungdomsniveauer.

### Seniorlandshold
Kobel debuterede for Schweiz' landshold den 1. september 2021.